# Leptochloa decipiens
Leptochloa decipiens là một loài thực vật có hoa trong họ Hòa thảo. Loài này được (R.Br.) Stapf ex Maiden mô tả khoa học đầu tiên năm 1909.